# Giuseppe Capocasale
Giuseppe Capocasale (Montemurro, 1º marzo 1754 – Napoli, 21 ottobre 1828) è stato un presbitero e filosofo italiano.
Figura di spicco del panorama culturale in era borbonica, era noto con l'appellativo di "Socrate cristiano".

## Biografia
Nato in una povera famiglia, da Lorenzo e Maria Lucca, sin da ragazzino aiutò il padre nel suo mestiere di fabbro ferraio. Nel tempo libero si dedicò agli studi, mostrando grande attitudine nelle lettere e nel latino in particolare. Con la morte del padre, avvenuta quando Capocasale aveva 15 anni, visse tra Corleto Perticara, Stigliano e San Mauro Forte, procurandosi da vivere come insegnante privato, dedicandosi contemporaneamente allo studio della filosofia e del diritto.
Dopo esser stato governatore baronale di Sarconi, incarico ottenuto appena ventenne, lasciò la Basilicata per trasferirsi a Napoli, conseguendo la laurea in giurisprudenza. Dopo gli studi universitari, insegnò filosofia nella scuola dallo stesso fondata a Napoli. Dal 1801 vestì l'abito talare e, dal 1804, fu nominato da Ferdinando IV precettore di logica e di metafisica all'Università di Napoli.
Perse tale incarico con l'arrivo di Giuseppe Bonaparte: sotto il suo governo gli fu concessa solamente la docenza privata. Con la restaurazione, Ferdinando IV lo nominò vescovo di Cassano nel 1816. Capocasale, tuttavia, preferendo l'insegnamento, rinunciò alla carica, così come fece più tardi con l'incarico conferitogli per la diocesi di Sora. Sempre nell'ateneo partenopeo ebbe, dal 1818, la cattedra di diritto di natura e delle genti: i suoi teoremi, di stampo lockiano, ebbero una certa risonanza, tanto da essere citati da filosofi come Francesco Fiorentino, Giovanni Gentile e Eugenio Garin.
Alcuni suoi discepoli divennero importanti personalità culturali del tempo come Francesco Iavarone, Giustino Quadrari, Giuseppe Scorza, Gaetano Arcieri e Giuseppe Mazzarella. Sempre fedele alla monarchia borbonica, si schierò contro le insurrezioni carbonare del 1820. Dal 1822 fu precettore del futuro re delle Due Sicilie: Ferdinando II. Fu inoltre membro di varie Accademie come la Parmense, la Fiorentina, la Cosentina, l'Augusta di Perugia, Aletina e Renia di Bologna, degli Intrepidi di Ferrara, de' Nascenti e degli Assorditi di Urbino, dei Filoponi di Faenza.

## Opere
- Divota novena del gloriosissimo taumaturgo S. Mauro, Roma, 1781.
- Esercizio di divozione verso il glorioso confessore S. Rocco, Napoli, 1781.
- Cursus philosophicus, Napoli, 1789.
- Saggio di politica privata per uso dei giovanetti ricavata dagli scritti dei più sensati pensatori, Napoli, 1791.
- Catechismo dell'uomo e del cittadino, Napoli, 1792.
- Codice eterno ridotto in sistema secondo i veri principi della ragione e del buon senso, Napoli, 1793.
- Saggio di fisica per giovanetti, Napoli, 1796.
- Istituzioni elementari di matematica, Napoli, 1824.